# فرودگاه شوآ
فرودگاه شوآ (به انگلیسی: Showa Airport) یک فرودگاه خصوصی است که یک باند فرود چمن دارد و طول باند آن ۶۲۴ متر است. این فرودگاه در کشور ایالات متحده آمریکا قرار دارد و در ارتفاع ۹۰ متری از سطح دریا واقع شده است.